# حويرة شوكية
حويرة شوكية (الاسم العلمي:Tephrosia spinosa) هي نوع من النباتات يتبع جنس الحويرة من الفصيلة البقولية.